# Гаджо-Монтано
Гаджо-Монтано, Ґаджо-Монтано (італ. Gaggio Montano) — муніципалітет в Італії, у регіоні Емілія-Романья,  метрополійне місто Болонья.
Гаджо-Монтано розташоване на відстані близько 290 км на північний захід від Рима, 50 км на південний захід від Болоньї.
Населення — 4914 осіб (2014).

## Демографія
Населення за роками:

Станом на 1 січня 2023 року в муніципалітеті офіційно проживало 513 іноземців з 47 країн, серед них 252 громадяни країн Євросоюзу та 14 громадян України.

## Сусідні муніципалітети
- Кастель-д'Аяно
- Кастель-ді-Казіо
- Гриццана-Моранді
- Ліццано-ін-Бельведере
- Монтезе
- Порретта-Терме
- Вергато